# テイラー郡空港 (ケンタッキー州)
テイラー郡空港（テイラーぐんくうこう、Taylor County Airport、(ICAO: KAAS, FAA LID: AAS)）は、アメリカ合衆国ケンタッキー州テイラー郡の都市キャンベルスビルの中心業務地区 (CBD)から北東に2海里（およそ4km）に位置する、郡が所有している公共用の空港。
アメリカ合衆国の空港の多くは、FAAの3文字空港コードとIATA空港コードが一致しているが、この空港は、FAAコードが「AAS」であるものの、IATAコードは与えられていない（IATAコードでは「AAS」は、インドネシア、アパラプシリ (Apalapsili) のアパラプシリ空港に割り当てられている）。

## 施設と航空機
テイラー郡空港は、敷地面積 106エーカー (43 ha)、海抜標高 921フィート (281 m) である。アスファルト舗装の滑走路が1本あり、その 5/23 滑走路は 1,525 x 23m（5,003 x 75 フィート）である。
2006年5月19日までの1年間において、飛行機の発着総数は 10,200件、1日平均 27件であり、その 75%はゼネラル・アビエーション、16％がエアタクシーで、軍用は9％であった。